# زیردریایی کلاس-دی (ایالات متحده آمریکا)
زیردریایی کلاس-دی (ایالات متحده آمریکا) (به انگلیسی: United States D-class submarine) یک کلاس از زیردریایی است که طول آن ۱۳۴ فوت ۱۰ اینچ (۴۱٫۱۰ متر) می‌باشد.